# 敗瓜二
海豚座η，又名BD+12 4378，HD 195943、SAO 106248、HR 7858，是海豚座的一颗恒星，视星等为5.38，位于銀經57.02，銀緯-15.8，其B1900.0坐标为赤經20h 29m 13.2s，赤緯+12° -15.8′ 4″。